# Stanisława Nikodym
Stanisława Nikodym (rojena Liliental), poljska matematičarka, * 2. julij 1897, Varšava, Poljska, † 25. marec 1988, Jeżewo Stare, Poljska. 
Stanisława Nikodym je bila poljska matematičarka in umetnica. Znana je po svojih rezultatih v teoriji kontinuuma, zlasti v Jordanskih kontinuumih.

## Življenje
Stanisława Dorota Liliental se je rodila v Varšavi. Njena mati  Regina Lilientalowa je bila etnografinja, oče pa je bil Nathan Liliental. Imela je mlajšega brata Antonija, ki se je rodil leta 1908. Obiskovala je osnovno šolo Helene Skłodowske-Szalay, nato pa sedem hodila v zasebno šolo za ženske v Varšavi. Leta 1916 se je vpisala na Univerzi v Varšavi, kjer je študirala matematiko pri Stefanu Mazurkiewiczu, Zygmuntu Janiszewskem in Wacławu Sierpińskem.
Leta 1924 se je poročila z matematikom Ottom M. Nikodymom in se preselila k njemu v Krakovu. Pod mentorstvom Mazurkiewicza je leta 1925 doktorirala na Jagielonski univerzi. S tem je postala prva ženska na Poljskem, ki je prejela doktorat iz matematike.
Zahvaljujoč državni finančni pomoči za študij v Parizu sta Stanisława in Otto leta 1926 lahko dve leti obiskovala Sorbono. Leta 1930 sta se vrnila v Varšavo. Zaposlila se je na Varšavski politehniki in sodelovala s Franciszekom Lejo do leta 1936, ko je ta odšel v Krakov.
Njenega brata Antonija, kemika in častnika v poljski vojski, so leta 1940 Rusi umorili med pokolom v Katinu. Med nemško nacistično okupacijo Poljske so bile nepotrebne dejavnost, vključno z visokošolskim izobraževanjem, prepovedane. Zakonca Nikodym sta kljub nevarnosti kazni na skrivaj poučevala matematiko. Med Varšavsko vstajo leta 1944 sta izgubila vse svoje premoženje, tudi več neobjavljenih matematičnih del. Leta 1946 sta odpotovala v Belgijo na matematični kongres, nato pa je Otto je predaval v različnih evropskih mestih. Kasneje sta emigrirala v Združene države in se naselila v Gambierju v Ohiu.
Po moževi smrti leta 1974 je njune dokumente in svoje slike podarila Centru za ameriško zgodovino Briscoe na Univerzi v Teksasu v Austinu. Stanisława Nikodym je umrla v Varšavi leta 1988.

## Kariera

### Matematika
V času, ko je bila med letoma 1918–1919 odsotna z univerze, je Stanisława poučevala matematiko vojake v poljski vojski.
Njena doktorska disertacija je nosila naslov O ločevanju ravnine s povezanimi množicami in kontinuumi (poljsko: O rozcinaniu płaszczyźny przez zbiory spójne i kontinua). Pred izbruhom druge svetovne vojne je objavila tri knjige in več člankov.
Med njenimi odkritji so bili potrebni in zadostni pogoji, da je podkontinuum jordanskega kontinuuma sam po sebi jordanski. Dokazala je tudi, da če sta presečišče in unija dveh zaprtih množic jordanska kontinuuma, potem sta tudi sami množici jordanska kontinuuma.
V 1940-tih je poučevala matematiko na kolidžu Kenyon v Gambierju v Ohiu. Tam je poučeval tudi njen mož.

### Umetnost
Kot študentka je Lilientalova sodelovala pri slikanju na prostem v Sandomierzu. Med obema vojnama, od leta 1922 naprej, je več let  v akvarelu slikala mestno veduto. Nastala dela je predstavila na razstavi leta 1933, nato pa jih je podarila Okrožnemu muzeju v Sandomierzu, kjer so še danes.

## Izbrana dela
- Nikodym, Stanisława (1925). »Sur les coupures du plan faites par les ensembles connexes et les continus«. Fundamenta Mathematicae. 7: 15–23. doi:10.4064/fm-7-1-15-23.
- Nikodym, Otto; Nikodym, Stanisława (1936). Wstęp do rachunku rózniczkowego (v poljščini). Warsaw: Nasza Księgarnia.
- Nikodym, Stanisława (1948). Wzory i krótkie repetytorium matematyki. Poznań: Księgarnia W. Wilka.
- Nikodym, Otto; Nikodym, Stanisława (1954). »Sur l'extension des corps algébriques abstraits par un procédé généralisé de Cantor«. Rendiconti dell'Accademia Nazionale dei Lincei (Classe di Scienze Fisiche, Matematiche e Naturali). 8. 17.
- Nikodym, Otto; Nikodym, Stanisława (1957). »Some theorems on divisibility of infinite cardinals«. Archiv der Mathematik. 8 (2): 96–103. doi:10.1007/BF01900432.